# Lobelia humistrata
Lobelia humistrata là loài thực vật có hoa trong họ Hoa chuông. Loài này được F.Muell. ex Benth. mô tả khoa học đầu tiên năm 1868.